# 年輕的布朗大爺

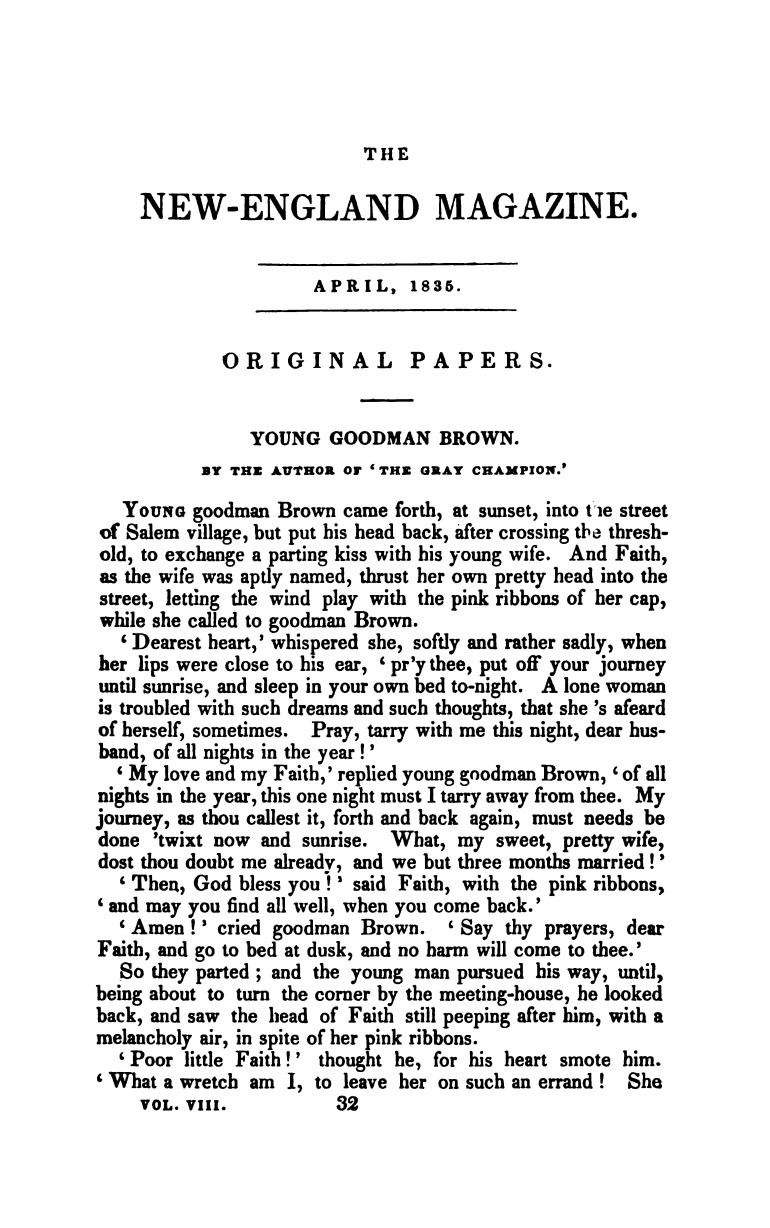
《年轻的布朗大爷》开篇

《年輕的布朗大爺》（英语：Young Goodman Brown）是19世紀美國浪漫主義作家霍桑的一篇短篇小說，以17世紀美國新英格蘭地區萨勒姆鎮的女巫審判事件為背景，內容以一個年輕人於黃昏夜晚在城鎮附近森林中的探索，卻發現了撒旦崇拜的邪教儀式，儀式參加者居然是城鎮中的所有人，包含他的妻子，描述年輕人面對世界的一種純真的喪失，是一篇傑出的寓言故事。

## 故事摘要
敘述年輕的布郎大爺（Goodman）和他的太太費絲（Faith）住在一個叫萨勒姆（Salem）的村落，而不遠的森林中，崇拜撒旦的人在夜間出沒。故事開始，在某個特殊的日子，布朗白天工作，晚上要到森林「朝聖」。當黃昏時刻，年輕人布朗告別了新婚妻子費絲，前往森林去赴一個約會，那是早就預定好的，森林的入口處，一個旅人正在等他，他向布朗說你遲到了，布朗說費絲（Faith）把他拖住一會兒，旅人說他十五分鐘前經過波士頓（Boston）時，南方大教堂的鐘聲正響起，南方大教堂離此地五百里，這人竟能在十五分鐘之內來到，至此讀者知道他正是魔鬼（撒旦）本人，而布朗卻不覺驚訝，似乎他早就知道這件事，撒旦看到布朗坐在樹樁上休息，撒旦中途離去，說我的人會接手，布朗一直前進，到他走到森林深處時，其實都懷著害怕的心情，所以才會走走停停。森林又黑又幽深布朗越向其中走越覺得黑暗。然而他因為心中永有費絲（Faith）所以可以繼續邁進，主角布朗最後來到森林中的大空地上，四周燃燒著火焰，一塊空曠的大石是撒旦的祭壇，上面還有獻祭祭品血流的痕跡，城鎮中的人們圍著大石坐成一圈，包含教導布朗主日學教義問答的老婦人和萨勒姆城鎮中的大法官，都在慶賀改宗者信仰撒旦。此時黑暗中的祭壇上。出現一個黑影，那是魔鬼撒旦。此時空中傳來一個巨大的聲音。要改宗者上前領取洗禮。此時此地，布朗只能相信自己的信仰，然而在祭壇另一邊的那個女人，竟是他的妻子費絲（FAITH），瞬間，世界崩落了。兩人震驚之餘，只有相看無言...白天回到村裡的布朗生活一如往常，向好人致敬，厭惡壞人，但從此悶悶不樂，鬱鬱寡歡，無疾而終。死時墓碑上沒有任何墓誌銘，因為不知要刻寫什麼，只有讓它空白。

## 故事背景
在《年輕的布朗大爺》這部作品內，第一段即提到了萨勒姆。17世紀中葉美國新英格蘭地區，麻塞諸塞州的萨勒姆，此地的名稱來自新約聖經中的耶路撒冷（Jerusalem），一群小女孩突然出現了怪異行徑，他們哭泣，說感到難受，並且四肢著地爬行。其中一人聲稱她受到了女巫（witch）的威脅。還有一位是基督教牧師的女兒。在訊問她們時，女孩子們並沒有告訴人們明確的答案，但是大多數人都懷疑一位名叫巴巴多斯的一個黑人女奴，還有一個醜陋的老婦女和一個妓女施用妖術和「魔術」誘惑了女孩。村民們迅速接受了這種說法，並提供了一些他們認為也是巫婆作祟的現象：他們的牛奶和奶酪無緣無故地壞了。有一個女人來看過一家的牲口以後，牲口就生下了一個怪胎，等等。這一切，對於村民們來說，似乎毫無疑問是巫婆（witch）作怪的結果。 於是這件事發生後不久，便刮起了萨勒姆地區審判、絞刑和火刑的旋風，獵巫事件高峰時，被逮捕者達到了200人之多，最後19名無辜者被處絞刑，4人死於監獄中。這就是17世紀美國著名的萨勒姆女巫審判事件（Salem Witch Trial）。作者霍桑之所以將場景放在這個城鎮的原因，除了與他自身出身的相關背景之外，正如故事中所說的，17世紀末葉的塞勒姆城鎮，充滿許多現代人會覺得荒唐，然而當時卻深信不疑的真實的氣氛。萨勒姆巫術的這個歷史背景，可以替小說增色。因為布朗大爺所要參與的就是這樣的一個撒旦崇拜聚會，因此以萨勒姆這個在當時曾經也是充滿這些怪誕事件的地方做為故事背景，不僅合理，且能使人信服。

## 關於作者
霍桑是美國19世紀最傑出的浪漫主義小說家，以獨具一格的短篇小說享譽美國文壇。他是心理小說的開創者，擅長剖析人的內心，作品著重探討道德和罪惡的問題，主張通過善行和自懺來洗刷罪惡，淨化自己的心靈，從而得到救贖。然而霍桑的作品並非完全描寫黑暗，他在揭露社會罪惡和人的劣根性的同時，對許多善良的主人公寄予極大的同情。霍桑是美國19世紀代表性的作家。他的作品多半是描述新英格蘭風土人情的故事。是美國文學浪漫主義的健將。他的作品開啟了美國文學象徵主義的傳統。他的代表作品短篇是《年輕的布朗大爺》。短篇作品集則有《故事新編》、《古屋青苔》以及《雪花》。長篇是《紅字》《带有七个尖角阁的房子》以及《大理石牧神》。

## 命名緣由
作者在故事中對角色有很細心的安排，如同故事中說的，因為作者霍桑意欲將它寫成一篇寓言故事，而寓言故事通常都有訓示的意味，由這個角度考慮時，霍桑在名字上做了技巧的比喻。比如布朗（Brown）是一個平常人、普通人的姓氏，布朗大爺（goodman）就是善良的人（大娘（Goody）則是女性尊稱）。在這裡霍桑他以命名的技巧，讓讀者可以瞭解到主角的大致性格；而費絲（Faith）的命名及個性都在故事裡做為純潔的象徵。在主角布朗的眼裡她是蜜糖（honey）一樣的女孩，甜蜜、單純，在這裡它象徵著理想，而她的名字費絲（Faith），在英文中不但有信仰的意思，也可解釋成對主（Lord）的信心。對於生活中面對困境時，我們通常需要信心和懷抱理想才能繼續往前邁進，因此作者在一開始就先以角色的命名做了伏筆。

## 故事中的象徵
- 故事開始進行後，主角在森林中所遇到的那個旅行者，其實也可以將他當成是一個象徵來看。那個旅行者可以在十五分鐘內，從南方大教堂到達頗有距離之處的與布朗約定的森林，表示他並非凡人，那個旅人其實就是魔鬼撒旦，不僅是實際上的撒旦，也是布朗他心裡所想的，也就是惡的部分。撒旦長得像布朗的父親，這也暗示著一種血統上邪惡的交流，因為魔鬼撒旦可以自由改變面貌，魔鬼撒旦在這裡的顯相，不但是未經世事的年輕人的墮落，也像揭示著主角未來的命運。
- 森林代表主角布朗心靈的黑暗面。布朗越向其中走。越覺得社會黑暗。然而根據魔鬼（撒旦）所言，這條路他的父親和祖父都走過。當主角布朗一直前進，到他走到森林深處時，其實都懷著害怕的心情。所以才會走走停停。森林代表主角心靈的黑暗面。布朗越向其中走。越覺得社會黑暗。然而他因為心中永有費絲（Faith）所以可以繼續邁進，其實在這裡，如果敏銳一點的人，便可以知道故事會急轉直下，主角布朗最後來到森林中的大空地上，四周燃燒著火焰，正中央一塊空曠的大石，是撒旦的祭壇，上面還有血流的痕跡，城鎮中的人們圍著大石坐成一圈，包含教導布朗主日學教義問答的老婦人，和萨勒姆城鎮中的大法官，都在慶賀改宗者信仰撒旦，此時此地，布朗只能相信自己的信仰，然而祭壇另一邊的那女人，竟是他的妻子費絲，瞬間，世界崩落了...
- 布朗到森林中的旅程，是早就預定好的，這個動作。作者並沒有解釋之。森林中的祭典對年輕的他而言，是一個早就訂下的約會，故事中並沒有提及動機和原因，只說他的父親和祖父，都曾去過森林。也都曾遇見旅伴（指魔鬼撒旦）。布朗進入森林，是一種小說家沒有交代的、無奈的墮落。到了森林，他發現許多村民和他一樣，也參與了這個邪惡的祭典活動，連他生命意義所繫的妻子費絲也在，兩人相對無言，如夢似幻。
- 這是一個成人的寓言故事，因此最後在慶祝兩個新人改宗撒旦的慶賀祭典上，費絲（Faith）的出現是可以理解的。她的出現是信仰的崩解。也象徵了年輕人面對世界黑暗面時，內心純真的喪失。

## 作者想表達的想法
- 霍桑經常關注清教徒（puritan）文化中的緊張關係，他的作品融合了基督教的原罪意識。霍桑的短篇故事，除了描寫人性以外，也經常將他的故事浸入清教徒的罪惡感中。以致這個故事的結局，顯得有點過於樣板化和象徵化（symbolized）。沒有他的其他故事，如描寫藝術精神不朽的《達朗的木雕像》那麼輕鬆。
- 霍桑同意「邪惡是人的本質」。從故事一路發展，都著重在「信仰（Faith）」的這件事上，令人覺得其實霍桑他傳達的想法，不是那麼沮喪和負面的，他只是描繪出一副普通平常的景象，描寫年輕人面對社會的黑暗面，由失望而絕望，進而了解真相，從而達到心靈成長的過程，然而這景象不是要教讀者對這個社會或這世界感到失望的，而是讓我們可以觀察到我們失去信仰（faith）的原因。究竟是甚麼？如果我們知道可能讓我們頹喪的原由，自然即可避開它。這個故事並不僅是故事表面上的『黑彌撒』（black mass）那麼簡單。霍桑同樣主題的故事還有《我親戚莫利紐克斯少校》（My Kinsman, Major Molineux）。也是講述年輕人幻滅的故事。